# 新潟県道352号新崎停車場線
新潟県道352号新崎停車場線（にいがたけんどう352ごう にいざきていしゃじょうせん）は、新潟県新潟市北区内の一般県道である。

## 概要
JR白新線・新崎駅北口と県道3号（旧7号）を結ぶ。

### 路線データ
- 起点：新潟市北区新崎字毘沙門（新崎駅北口）
- 終点：新潟市北区新崎二丁目（新崎駅前交差点＝新潟県道3号新潟新発田村上線交点）

## 地理

### 通過する自治体
- 新潟県
新潟市（北区）

### 交差する道路
- 新潟県道3号新潟新発田村上線（新崎駅前交差点）